# Synopeas solidus
Synopeas solidus är en stekelart som beskrevs av Peter Neerup Buhl 2001. Synopeas solidus ingår i släktet Synopeas och familjen gallmyggesteklar. Inga underarter finns listade i Catalogue of Life.